# 잭 런던
잭 런던(Jack London, 1876년 1월 12일 ~ 1916년 11월 22일)은 미국의 소설가이자 사회평론가이다.

## 어린시절
생부는 떠돌이 점성술사인 윌리엄 체이니로 어머니 플로라 웰맨과 1년간 동거하는 과정에서 태어났다. 체이니는 생부임을 부정했으며 어머니는 이후 홀아비로 지내던 존 런던과 재혼해 런던이라는 성을 얻게 되었다. 존 런던은 목수, 장사, 농사 등 여러 일을 전전했지만 성공하지 못했다. 아버지와의 사이는 좋았으나 부부싸움이 벌어지면 그는 근처에 살던 유모에게 도피하곤 했다. 그의 또다른 도피처는 도서관이었는데 사서였던 이나 쿨브리스가 그에게 지속적인 독서지도를 해주었다. 10대시절 그는 볼링장, 아이스크림가게, 통조림 공장을 전전하며 일을 해왔다. 통조림 공장에서 하루에 18~20시간까지 일한 날도 많았다. 그의 단편 배교자(The Apostate, 1906)에 이 시기가 묘사되어 있다.
샌프란시스코 해안의 굴양식장에서 굴을 훔쳐파는 것이 돈이 된다는 것을 안 런던은 15세가 되던 1891년 돈을 모아 배 한척을 사서 '가장 어린' 굴해적이 된다. 그는 꽤 유능한 해적이어서 다른 해적들에 결코 밀리지 않았으며 경찰에게 포섭된 뒤로는 끄나풀 역할도 하게 되었다. 단편 해안경비 이야기(Tales of the Fish Patrol, 1905)에 묘사되어있다. 그는 1893년에 선원이 되어 물개잡이배에 올랐다. 이 범선은 일본을 거쳐 시베리아까지 가는 것이었으며 잔머리와 대담함으로 다른 선원들의 무시를 극복하며 잘 적응했으나 번 돈을 가족에게 모두 주었다. 이 경험은 일본 앞바다의 태풍(Story of a Typhoon Off the Coast of Japan, 1893)이라는 단편으로 남겼고 이것이 그가 돈을 받은 첫번째 원고였다.
이후 많은 작품을 응모하곤 했지만 모두 떨어졌고 그는 다시 '일하는 짐승'이 되었다. 1894년엔 전차회사의 발전소에서 일을 했고 작은 정치집단에서 행패를 부리기도 하다가 부랑아가 되었다. 그는 여기저기를 떠돌아다니면서 일도 하고 무임승차도 했다. 수많은 인간 군상을 만났으며 그들이 왜 사회에서 버림받게 되었는지를 체험했다. 자신을 강자라고 생각했던 이 젊은이는 자신이 얼마나 약자였는지 알게 되었고 자연스럽게 사회주의자가 되었다. 이 시기는 자전적 소설 길(The Road, 1907)에 묘사되어있다.

## 나는 어떻게 사회주의자가 되었는가
19세의 잭 런던은 오클랜드로 돌아와 오클랜드중학교에 입학했다. 부랑아 생활을 통해 사회주의에 눈을 떴기에 학교에서도 사회주의 전파에 힘썼으며 길거리에서 연설을 하기도 했다. 그는 공산당 선언을 읽었으며 사회노동당에 가입했다. 1848년 독일 혁명의 실패로 다수의 독일 혁명가들은 미국으로 이주했으며 이들에 의해 미국의 노동운동은 조직화되어갔으며 그 분위기가 한껏 고조된 1895년의 미국이었다. 여러 가지 반발에 부딪힌 런던은 공부를 더 해서 1896년 버클리대학교에 입학했다. 학교에서 공부도 토론도 열심히 했지만 양아버지 존 런던이 병을 앓아 결국 그만두게 되었다. 그는 또다시 일하는 짐승이 되어 닥치는대로 일을 하기 시작했다. 그는 사회주의자였음에도 불구하고 중류 부르주아지의 삶을 동경하는 모순된 정서의 소유자였으며 세계를 넘나들며 모험을 하던 몇년전의 자신을 그리워했다. 주 80시간씩 일하던 이 시기는 나는 어떻게 사회주의자가 되었나(How I Became a Socialist, 1903)에 묘사되어있다.
1897년 알라스카에 금광이 발견되었다는 뉴스를 본 런던은 매부와 함께 클론다이크로 떠났다. 매부는 먼저 돌아왔고 홀로 남은 런던은 죽을 고생을 했지만 노다지를 발견하지 못했다. 하지만 그는 수많은 사람을 만났고 다윈과 스펜서를 읽었으며 자연을 만났다. 자신의 남성성을 유감없이 펼쳤던 이 시기를 그는 이후 자랑스러워했으며 그의 자연주의 소설 다수가 이 시기를 배경으로 한다. 어쨌거나 그는 1898년 빈손으로 오클랜드까지 돌아오게 되었다.

## 늑대의 아들
그는 돌아와서 닥치는대로 일하며 체신청 공무원 시험을 보았다. 합격했어도 경제위기로 직업은 주어지지 않았으며 계속 여기저기 원고를 보냈다. 그래서 들길을 가는 사내에게 건배(To the Man on Trail, 1898)와 하얀 침묵(The White Silence, 1899)을 잡지에 실을 수 있었으며 이 즈음 체신청에서 직업을 주겠다고 연락이 왔으나 이미 대작가가 된 기분으로 그 직장을 포기했다. 런던은 적자생존과 진화론 등 자연과학적 성과를 문학속에 담으려는 유럽의 자연주의를 미국에 도입하고자 했다. 당시 미국 문학계는 사실주의가 지배하고 있었으나 스티븐 크레인과 프랭크 노리스 등이 자연주의 작품을 내놓기 시작한 시점이었다. 런던도 그런 자연주의 작가군에 속하지만 아메리칸 드림과 사회주의 양쪽을 찬양하며 여성을 대상화하는 마초적 감성이 공존하는 모순된 면이 있었다. 소설을 쓰면서도 오클랜드의 사회주의자 모임에 나가 종종 연설을 하였으며 그 곳에서 자신을 따듯하게 감싸주던 안나 스트룬스키라는 17세 여인을 만났다. 이 즈음 첫번째 단편집 늑대의 아들이 출간되어 호평을 받았다.
학창시절 좋아하던 상류층 아가씨 마블 아펠거스와의 사랑은 이루지 못하고 안나 스트룬스키와의 우정도 있었지만 정작 런던은 교사로 일하던 엘리자베스 마던과 결혼하게 된다. 아이들도 생겨 아버지가 된 런던은 장편 눈의 딸(A Daughter of the Snows, 1902)을 썼지만 출판사가 출간을 거절했다가 나중에 겨우 출간했다. 런던은 작가로서 미성숙하다는 평가를 받고 다시 단편집을 내자는 제안을 받았다.
그는 사회노동당의 뒤를 이은 사회당에 입당해서 오클랜드 시장 후보로 나서게 된다. 당시 그는 동지들에게도 지지를 못받을, 자본으로 자본가를 물리치자 등의 주장을 펼치곤 했다. 그의 '위로부터의 혁명'이 묘사된 단편으로 미다스의 노예들(The Minions of Midas, 1901)이 있다. 시장 선거에서 그는 참패했다.
남아프리카의 보어전쟁을 취재하는 일을 맡아 런던은 영국을 들러 남아프리카로 가려했지만 그 일이 취소되었다. 여기서 그는 굴하지 않고 이스트엔드 슬럼가로 들어가 부랑자들의 삶을 겪기로 했다. 그 결과물이 밑바닥 사람들(The People of the Abyss, 1903)이다. 여기서 그는 제국이 얼마나 하층민들을 착취하는지 실상과 통계 등을 섞어가며 묘사한다. 이는 훗날 조지 오웰의 파리와 런던의 밑바닥 생활에 직접적인 영향을주었다.

## 야성의 부름
미국으로 돌아온 런던은 문명의 밑바닥과는 정 반대의 자연을 묘사한 작품 야성의 부름을 쓰고 단숨에 유명작가가 된다. 출간된 1903년에 1만부, 1909년엔 75만부, 이후 세계 각국어로 번역되어 600만부 이상의 판매고를 올리게 되는데 이것은 마크 트웨인이나 코난 도일의 인기와 맞먹는 수준이었다. 이 성공으로 그는 엄청난 부를 얻을 수 있었지만 당시 생활고를 해결하기 위해 판권을 싸게 출판사에 넘겨버려 큰 수익을 얻진 못했다. 그는 이후로도 클론다이크의 경험을 밑천삼아 개를 주인공으로 한 작품들을 여러권 남기지만 그중 자주 언급되는 것은 야성의 부름과 하얀 이빨 정도이다. 런던이 동물소설로 만들어낸 인기는 미국의 동물보호운동이 일어나는 계기 중 하나가 되었다.
그는 안나 스트룬스키와 나눈 편지를 모아 켐튼-웨이스 서한집(The Kempton-Wace Letters, 1903)을 낸다. 여기서 런던은 진화생물학적, 자연주의적 애정관을 얘기하고 안나는 낭만적 사랑을 옹호했다.
부자가 된 런던에게는 손님들이 많아졌으며 그 안에는 챠미언 키트렛지라는 5살 연상의 여인도 있었다. 챠미언에게 끌린 런던은 베시와 별거하고 챠미언과의 관계를 이어나가기 시작했다. 그 과정에서 집필한 바다 늑대(The Sea-Wolf, 1904)는 런던의 선원경험이 잘 녹아들어갔으나, 그 안에서 챠미언을 의식한 여인상이 전체적인 흐름을 망칠 지경이 되어 이 지점에서 비판을 많이 받았다. 어쨌거나 바다 늑대 역시 베스트셀러가 되었고 여기서 얻은 수익은 이후 베시와의 이혼자금으로 사용된다.
바다 늑대가 출간되기 전 런던은 러일전쟁의 종군기자로 한국과 일본을 다녀오기도 했다. 이것은 잭 런던의 조선사람 엿보기(La Corée en feu - Jack London reports)로 남겨졌으며 식민지 조선을 기록한 주요 여행기 중 하나로 흥미롭다.

## 강철 군화
런던은 사회당의 주요 연설가로 계속 활동해왔으며 정치평론집인 계급투쟁(The War of the Classes, 1905)을 내기도 했다. 대중적 인기와 함께 그는 다시한번 오클랜드 시장후보로 나섰고 언론의 공격을 받았다. 그 와중에 베시와 이혼하고 곧바로 챠미언과 재혼하여 공격은 극대화되었고 결국 졌다. 선거에서 졌어도 런던은 미국 순회 강연을 지속했으며 런던은 미국 헌법을 부정한다는 공격까지 받았다. 당시 미국의 노동운동은 점차 강력해지고 있었으며 그만큼 자본주의의 폐해가 심해지고 있었다는 것이기도 하다.
런던은 이후 상황을 예측하여 쓴 근미래 소설 강철군화(The Iron Heel, 1908)를 썼다. 그는 여기서 노동자 정권이 자본가의 무력에 의해 붕괴되는 과정을 묘사했고 그 일이 실제로 유럽의 파시즘이라는 형태로 실현되어서 세간을 놀라게 했다. 그는 1차 대전까지도 예상했다. 니체의 초인사상과 사회주의라는 것이 그다지 성공적이지 않게 혼합된 이 소설은 단숨에 고전이 되었으며 레닌과 트로츠키도 그의 독자가 되었다. 조지 오웰의 1984년에도 직접적인 영향을 미쳤다.

## 자살
작가로도 사회주의 운동가로도 성공적이었던 런던은 1907년 챠미언과 세계일주를 계획한다. 대중의 관심을 피해 은둔을 시도한 것이다. 그러면서도 집필은 계속해서 자전적 소설인 마틴 에덴(Martin Eden, 1909)을 내놓았다. 여기서 그는 어린시절 자신이 느꼈던 실패와 좌절에 대해 상세하게 기술했다. 7년 계획한 세계일주는 2년만에 중단되었다.
1913년 런던은 노동자들을 모아 협동농장을 만들기 위해 7만 달러 이상을 투자했으나 건설과정에서 방화로 전소되었다. 게다가 챠미언과의 관계도 나빠졌고 전처와 낳은 자식들과의 관계도 소원했다. 그는 술에 빠져들었고 1916년에는 사회당도 탈당했다. 과음과 건강악화에 피로가 겹쳐 그는 사망했다. 자살로 명시하긴 어렵지만 자살로 보는 견해가 많다.
그는 강철군화 이후 십여 년간 여러 작품도 쓰고 소재 고갈로 다른 작가들에게 소재를 빌려오는 등 계속 활동했으나 별다른 역작을 남기진 못했다. 그는 문단에서 문학적으로 훌륭한 작가라는 평가를 받기보단 이야기 전개나 소재 차용, 여성관, 인종관 등에서 비판을 더 많이 받았다. 이후 종종 그의 가장 걸작은 그의 드라마틱한 삶 자체라는 평가를 받곤 했다. 노동조합 신문인 신대중(New Mass)은 그의 부고에 이렇게 썼다. "이제까지의 미국 문학에서 유일하게 재능있는 프롤레타리아 작가였다. 책을 읽을 줄 아는 노동자라면 모두 런던의 책을 읽었다."

## 주요 작품
한국어 번역본이 있는 것들 위주로 소개하였으며 자세한 목록은 영어 위키백과를 참고. 토마스 아이크의 평전인 '잭 런던(1976)'(한울)이 번역되어 있다.

### 소설
- '야성의 부름'(The Call of the Wild) (1903)
  - 황야의 절규 / 황야의 부름 / 야성이 부르는 소리 / 야성의 외침 / 야성의 절규
- '흰 송곳니'(White Fang) (1906)
  - 하얀 엄니 / 늑대 개 / 화이트 팽
- '비포 아담'(Before Adam) (1907)
- '강철군화'(The Iron Heel) (1908)
- '마틴 에덴'(Martin Eden) (1909)
- '버닝 데이라이트'(Burning Daylight) (1910)
- '별 방랑자'(The Star Rover) (1915)
- '암살 주식회사'(The Assassination Bureau, Ltd) (1963)

미출간된 소설이 많이 남아있다.

### 에세이
- '클론다이크 강'(Through The Rapids On The Way To The Klondike) (1899)
- '밑바닥 사람들'(The People of the Abyss) (1903) : 르뽀
- '나는 어떻게 사회주의자가 되었나'(How I Became a Socialist) (1903)
- '멕시코 군대와 미국 군대'(Mexico's Army And Ours) (1914)
- '잭 런던의 조선사람 엿보기'(La Corée en feu - Jack London reports) : 르뽀, 러일전쟁 종군기

### 단편
잭 런던 단편선 / 불을 지피다 / 미다스의 노예들 등의 단행본이 출간되었으며 그 안에는 아래의 작품들이 분산되어 수록되어 있다.
- 들길을 가는 사내에게 건배 'To the Man on Trail' (1898)
- 순금의 협곡 'Two Gold Bricks' (1897)
- 머나먼 땅에서 'In a Far Country' (1899)
- 하얀 침묵 'The White Silence' (1899)
- 길의 지혜 'Wisdom of the Trail' (1899)
- 북극의 오디세이 'An Odyssey of the North' (1900)
- 늑대의 아들 'The Son of the Wolf' (1900)
- 삶의 법칙 'The Law of Life' (1901)
- 미다스의 노예들 'The Minions of Midas' (1901)
- 그의 아버지들의 신 'The God of His Fathers' (1901)
- 북극의 숲에서 'In the Forests of the North' (1902)
- 노인 동맹 'The League of the Old Men' (1902)
- 잃어버린 체면 'Lost Face'
- 악마 개 'Diable—A Dog' (1902), renamed 'Bâtard' in 1904
- 불을 지피다 'To Build a Fire' (1902, revised 1908)
- 그림자와 섬광 'The Shadow and the Flash' (1903)
- 생애의 애착 'Love of Life' (1905)
- 배교자 'The Apostate' (1906)
- 마푸히의 집 'The House of Mapuhi' (1909)
- 시나고 'The Chinago' (1909)
- 스테이크 한 장 'A Piece of Steak' (1909)
- 슬롯의 남쪽 'South of the Slot' (1909)
- 마우키 'Mauki' (1909)
- 멕시칸 'The Mexican' (1911)
- 전쟁 'War' (1911)
- 강자의 힘 'The Strength of the Strong' (1914)
- 붉은 자 'The Red One' (1918)